# Sinfonie KV Anh. 214 (Mozart)
Die Sinfonie B-Dur Köchelverzeichnis Anhang  214 (45b) wurde möglicherweise von Wolfgang Amadeus Mozart um 1768 in Wien komponiert.

## Allgemeines

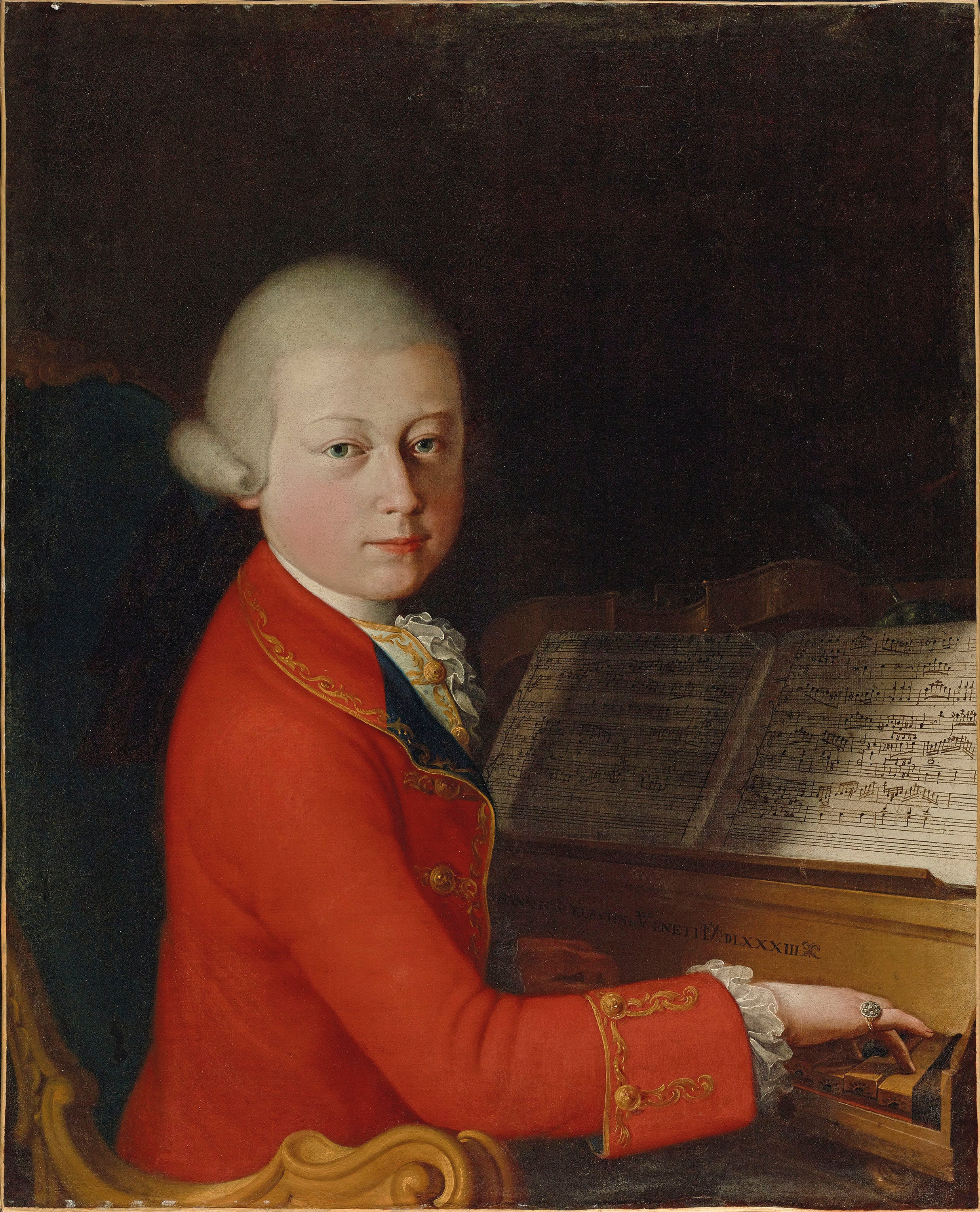
Mozart im Jahr 1770

Das Werk war (neben einigen anderen Sinfonien) Ludwig von Köchel nur aufgrund ihres Incipits in einem Katalog von Breitkopf & Härtel bekannt und im Köchelverzeichnis als „Anhang 214“ aufgeführt. Alfred Einstein entdeckte dann in der Berliner Nationalbibliothek einen Stimmensatz aus dem 18. Jahrhundert mit dem Titel „Sinfonie Ex Bb, à 2 Violini, 2 Oboe, 2 Corni, Viola e Basso / Del Sig. Cavaliere Amadeo Wolfgango Mozart Maestro di concerto di S.A. à Salibsurgo.“ Mozart hatte am 27. November 1768 den Posten eines dritten Konzertmeisters am Salzburger Hof erhalten und wurde am 8. Juli 1770 in Rom zum Ritter vom Goldenen Sporn ernannt, worauf er sich „Cavaliere“ nennen durfte. Einstein meinte aber vermutlich aufgrund von Stilvergleichen, dass die Sinfonie nicht später als 1768 komponiert worden sein könnte, nahm als Kompositionszeitraum „Anfang 1768 in Wien“ an und gab dem Werk die KV-Nummer 45b. Die o. g. Bezeichnungen auf der Berliner Abschrift müssen nicht unbedingt den Zeitpunkt der Komposition, sondern können auch der Status des Komponisten zum Zeitpunkt der Abschrift bezeichnen. Entstehungsort, -zeit und möglicherweise auch der Komponist sind jedoch bisher nicht zweifelsfrei geklärt.
Die Alte Mozart-Ausgabe (erschienen 1879–1882) führt 41 Sinfonien mit der Nummerierung von 1 bis 41. Weitere Werke wurden bis 1910 in Ergänzungsbänden veröffentlicht. Die darin enthaltenen Sinfonien sind manchmal mit den Nummern 42 bis 55 bezeichnet (KV 45b hat die Nummer 55), auch wenn es sich um frühere Werke als Mozarts letzte Sinfonie KV 551 von 1788 handelt, die nach der Alten Mozart-Ausgabe die Nummer 41 trägt.

## Zur Musik
Besetzung:  zwei Oboen, zwei Hörner in B, zwei Violinen, Viola, Cello, Kontrabass. In zeitgenössischen Orchestern war es zudem üblich, auch ohne gesonderte Notierung Fagott und Cembalo (sofern im Orchester vorhanden) zur Verstärkung der Bass-Stimme bzw. als Generalbass-Instrument einzusetzen.
Aufführungsdauer:  ca. 14 Minuten
Bei den hier benutzten Begriffen in Anlehnung an die Sonatensatzform ist zu berücksichtigen, dass dieses Schema in der ersten Hälfte des 19. Jahrhunderts entworfen wurde (siehe dort) und von daher nur mit Einschränkungen auf ein um 1768 komponiertes Werk übertragen werden kann. Die Sätze 1, 2 und 4 entsprechen noch mehr der zweiteiligen Form, bei der der zweite Satzteil als modifizierter Durchlauf des ersten („Exposition“) angesehen wird. – Die hier vorgenommene Beschreibung und Gliederung der Sätze ist als Vorschlag zu verstehen. Je nach Standpunkt sind auch andere Abgrenzungen und Deutungen möglich.

### Erster Satz: Allegro
B-Dur, 3/4-Takt, 102 Takte
Der Satz eröffnet mit dem ersten Thema, das aus Einleitungsakkord (forte), abgesetzter Bewegung der Violinen in Sexten mit Tonrepetition im Bass auf B (piano) und Schlussformulierung mit Lauf über eine Oktave aufwärts (forte, „Laufmotiv“) besteht.
Die Audiowiedergabe wird in deinem Browser nicht unterstützt. Du kannst die Audiodatei herunterladen.
Dieses achttaktige Thema wird wiederholt. In der anschließenden Passage verselbständigt sich das Laufmotiv zur dominierenden. Die Passage endet in C-Dur, das dominantisch zum F-Dur des folgenden zweiten Themas wirkt.
Das zweite Thema (Takt 25 ff.) basiert auf einem viertaktigen Motiv der Streicher und wird mit Bläserbegleitung wiederholt. Im Bass benutzt Mozart dabei ein Viertonmotiv, dass v. a. aus dem Finale von der Sinfonie KV 551 bekannt ist (Details siehe dort) und z. B. auch im zweiten Satz der Sinfonie KV 16 auftritt. Manche Autoren sehen hierin „Mozarts Devise“, was aber von anderen Autoren kritisch gesehen wird. Neal Zaslaw (1988) schreibt hierzu: „Viel Lärm ist darüber geschlagen worden, dass das bekannte Motiv do-re-fa-mi aus dem Finalsatz der Jupiter-Sinfonie in der Bass-Stimme von KV 45b erscheint, aber wenig wurde bisher darüber gesagt, dass es zu oft und manchmal in ungeschickter, die Intervalle verzerrender Transposition erscheint.“
Die Schlussgruppe (Takt33 ff.) bringt dann nochmals das ganze Orchester im Forte mit viel Tremolo und Chromatik. Der erste Teil des Satzes endet in Takt 40 in F-Dur und geht nahtlos in den zweiten Teil über. Dieser verläuft zunächst entsprechend der Exposition: Das erste Thema wird im inzwischen etablierten F-Dur vorgestellt, in der anschließenden Passage tritt nun allerdings eine Variante des Laufmotivs auf, die sequenziert wird (Takt 54 ff.). Es folgen drei Auftritte vom zweiten Thema, ebenfalls (abwärts) sequenziert: g-Moll, F-Dur, Es-Dur (jeweils mit dem Viertonmotiv im Bass). Über eine Tremolopassage analog der Schlussgruppe von Takt 33 ff. wechselt Mozart zurück zur Tonika B-Dur, in der in Takt 80 ff. das zweite Thema erklingt. Nach einer weiteren kurzen Tremolopassage wird das erste Thema „nachgereicht“. Der Satz endet mit dem Laufmotiv und einer kurzen Hornfanfare.

### Zweiter Satz: Andante
Es-Dur, 2/4-Takt, 48 Takte, ohne Hörner
Der Satz beginnt mit seinem aufsteigenden, sanglichen Thema „(…) mit der entfernten Vorahnung einer späteren Figaro-Wendung (aus dem Duettino Graf / Susanna zu Beginn des dritten Aufzuges).“
Im Folgenden schließen sich weitere kleine Motive an, die durch Synkopen (Takt 5 ff.) bzw. Chromatik in Verbindung mit abruptem forte-piano-Wechsel (Takt 9 ff.) gekennzeichnet sind. Der erste Teil des Satzes endet in Takt 20 in B-Dur.
In einem kurzen Überleitungsabschnitt (Takt 21–28) werden die beiden Anfangsmotive des ersten Teils von B-Dur aus vorgestellt, ab Takt 29 folgt dann die „Reprise“ in Es-Dur, die ähnlich dem ersten Teil strukturiert ist.

### Dritter Satz: Menuetto
B-Dur, 3/4-Satz, 28 + 18 Takte
Das energische Menuett ist geprägt von der eindringlichen Betonung des Haupttons B und einer fallenden Dreiklangsfigur. Im Mittelteil tritt dagegen (anfangs nur in den Violinen) eine aufsteigende Bewegung auf, die in Takt 19 in die „Reprise“ mündet.
Die Audiowiedergabe wird in deinem Browser nicht unterstützt. Du kannst die Audiodatei herunterladen.
Das Trio besteht aus zwei Motiven: Das erste ist sanglich-zurückhaltend und bekommt durch die Begleitung der 2. Violine in Synkopen einen schwebenden Charakter. Das zweite ist durch Intervallsprünge und forte-piano – Wechsel gekennzeichnet. Der zweite Teil des Trios ist ähnlich dem ersten, allerdings mit Chromatik ersten Motiv.
Die Audiowiedergabe wird in deinem Browser nicht unterstützt. Du kannst die Audiodatei herunterladen.

### Vierter Satz: Allegro
B-Dur, 2/4-Takt, 144 Takte
Die Audiowiedergabe wird in deinem Browser nicht unterstützt. Du kannst die Audiodatei herunterladen.
Das erste Thema (Takt 1–16) ist harmonisch als kadenzartiger Wechsel Tonika (B) – Subdominante (Es) – Tonika und Dominante (F) gestaltet, wobei auf das dreifach wiederholte Motiv aus aufsteigendem Dreiklang eine fallende Figur mit punktiertem Rhythmus folgt – das ganze unterlegt vom Tonrepetitionsbass auf B bzw. F. Die anschließende Passage wechselt mit ihrem neuen Motiv, von dem schließlich nur noch die beiden Schlusstöne übrig bleiben, zur Dominante F, in der ab Takt 26 das zweite Thema beginnt.
Dieses besteht zunächst aus einem Dialog zwischen 1. Violine (Synkopen-Floskel) und 2. Violine / Viola („Antwort“: drei aufsteigende Achtel), dann folgen nachsatzartig im Forte auf- und absteigende Sechzehntelläufe mit Tremolo. In der Schlussgruppe (Takt 38 ff.) setzt sich das Tremolo mit Vorhalten zunächst in den Violinen, dann im Bass fort und geht in eine abgesetzte Achtelfigur über. Die Exposition endet in Takt 55 mit Akkordschlägen auf F und wird wiederholt.
Zu Beginn des zweiten Satzteils („Durchführung“) tritt das Anfangsmotiv vom ersten Thema zunächst in F-Dur auf, wechselt dann über eine Tremolo-Passage von D-Dur nach g-Moll / G-Dur und von hier über C-Dur nach F-Dur. Ein etwas zurückhaltender Abschnitt mit ruhiger Viertelbewegung und Chromatik (Takt 81 ff.) leitet zurück zur „Reprise“ (Takt 92 ff.), die ähnlich der Exposition strukturiert ist. Auch der zweite Satzteil wird wiederholt.